# Museo di Almería
Il Museo di Almería è la più importante istituzione museale della provincia omonima e vi si conserva la maggiore e più rappresentativa collezione di reperti archeologici della stessa. 
Il museo si trova ad Almería in Andalusia e venne inaugurato nella sua forma attuale nel 2006, in un edificio di nuova concezione, premiato nel 2004 con i riconoscimenti PAD e ARCO, nominato finalista nel 2005 nel premio FAD e che ha ottenuto nel 2008 la menzione d'onore del concorso per il Museo europeo dell'anno dall'European Museum Forum.

## Storia dell'istituzione
Il primo tentativo di creare un museo ad Almería risale al XIX secolo. Verso il 1880 l'ingegnere belga Louis Siret scopre quelli che a tutt'oggi sono considerati i principali giacimenti preistorici della regione. Come frutto di un'intensa attività archeologica, Siret formerà un'importante collezione di reperti, che alla fine dei suoi giorni donerà al Museo archeologico nazionale, con l'espresso desiderio che una parte di questi rimangano e si conservino ad Almería. Le condizioni perché questo avvenisse sarebbero maturate durante la Seconda Repubblica (Decreto del 28 marzo 1933). Il Museo Archeologico di Almería aprì dunque le sue porte in due piccole sale cedute dalla Scuola delle Arti e dei Mestieri nel 1934, ma all'interno della sua collezione non figureranno mai i reperti che Louis Siret volle che restassero ad Almería. In seguito a numerose vicissitudini e traversìe, che si produrranno lungo diversi anni, nel 2006 si inaugura la sua sede definitiva.

## Il museo attuale
Il nuovo edificio è strutturato su tre piani nei quali è esposta la collezione museografica, e questi tre piani sono attraversati verticalmente da una colonna con base rettangolare detta “colonna stratigrafica”, che giunge quasi alla volta dell'edificio. La sequenza stratigrafica della colonna riflette i periodi storici dei reperti esposti nei tre piani. La maggior parte dell'esposizione è dedicata alla preistoria recente, ovvero al neolitico e alle età del rame e del bronzo.

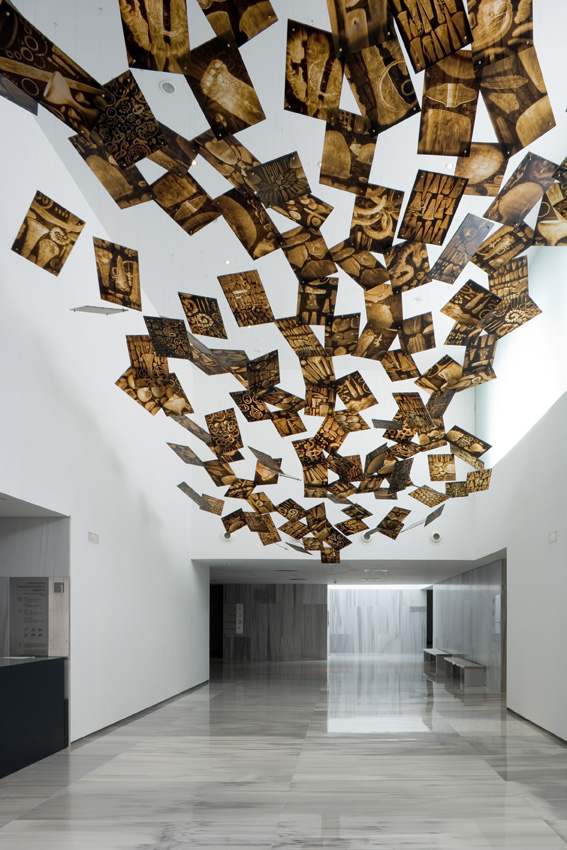
Entrata principale
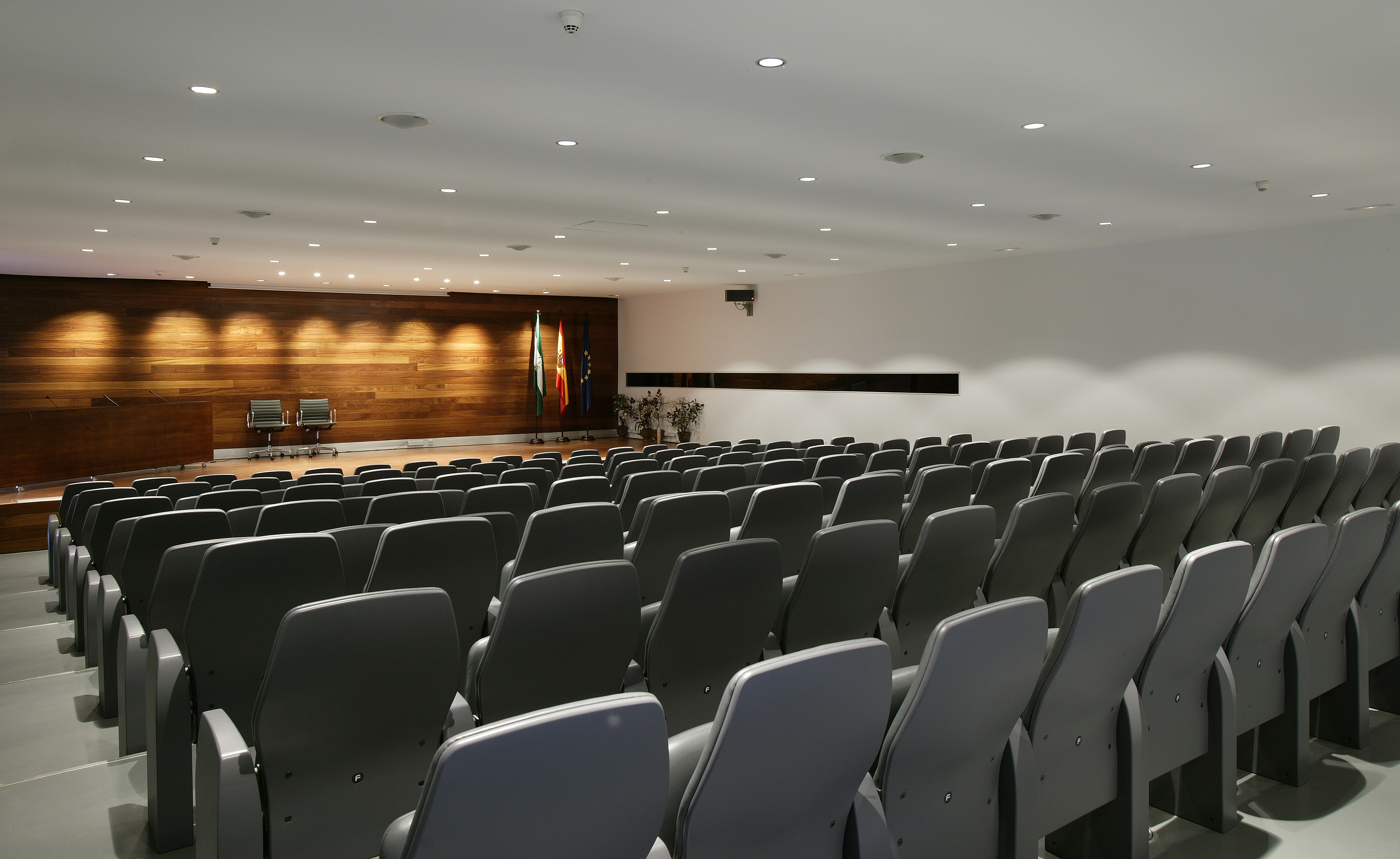
L'auditorium
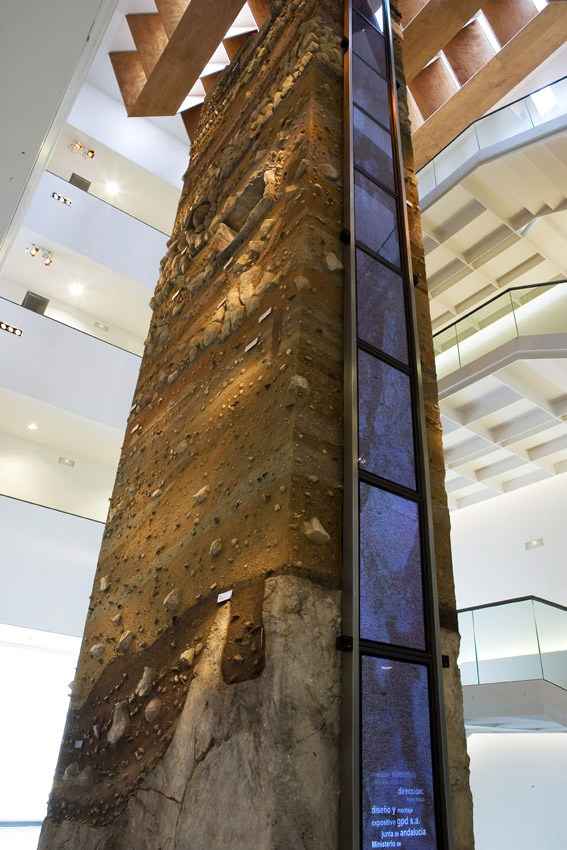
La colonna stratigrafica
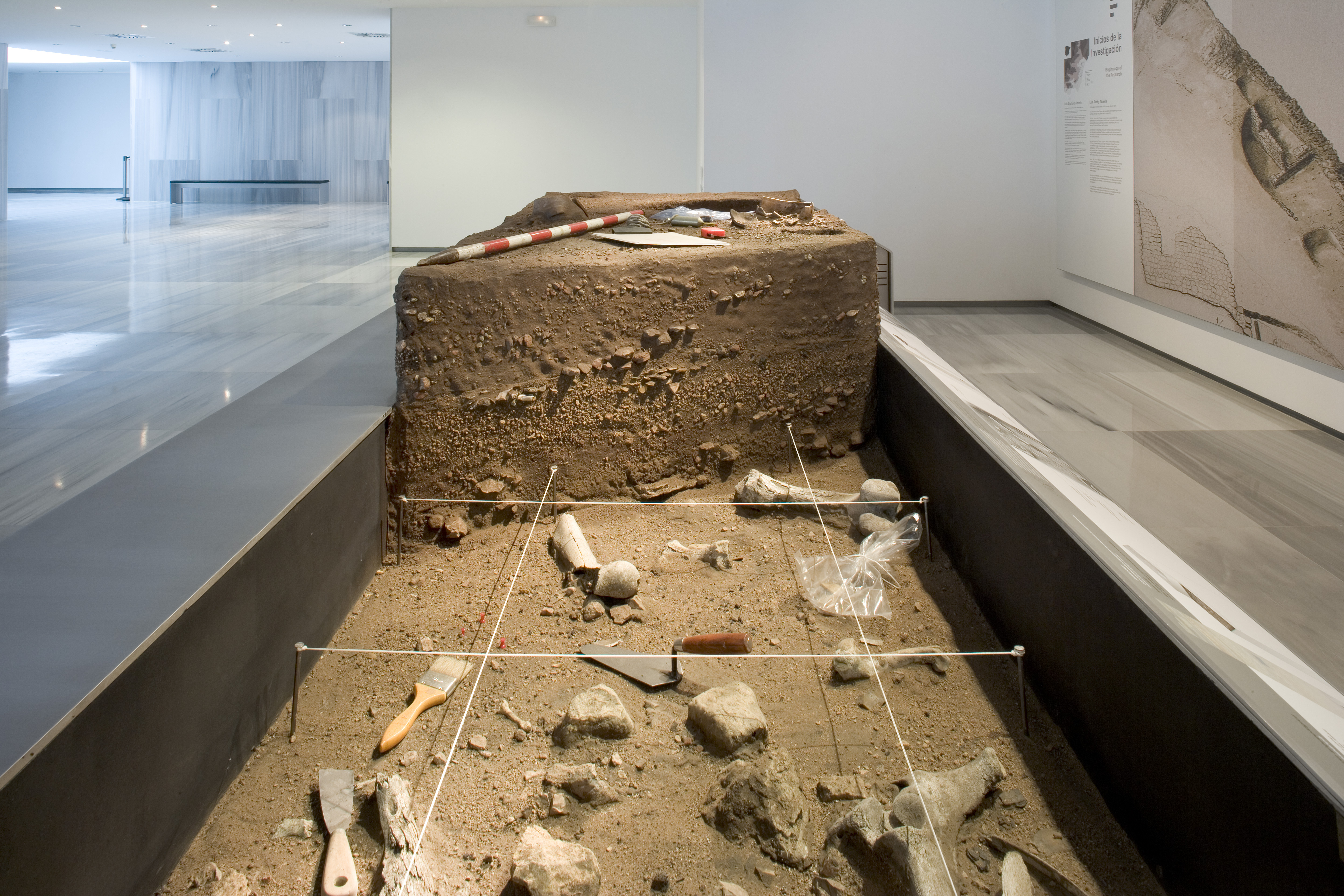
Archeologia camera 1. Piano di un riparo roccioso
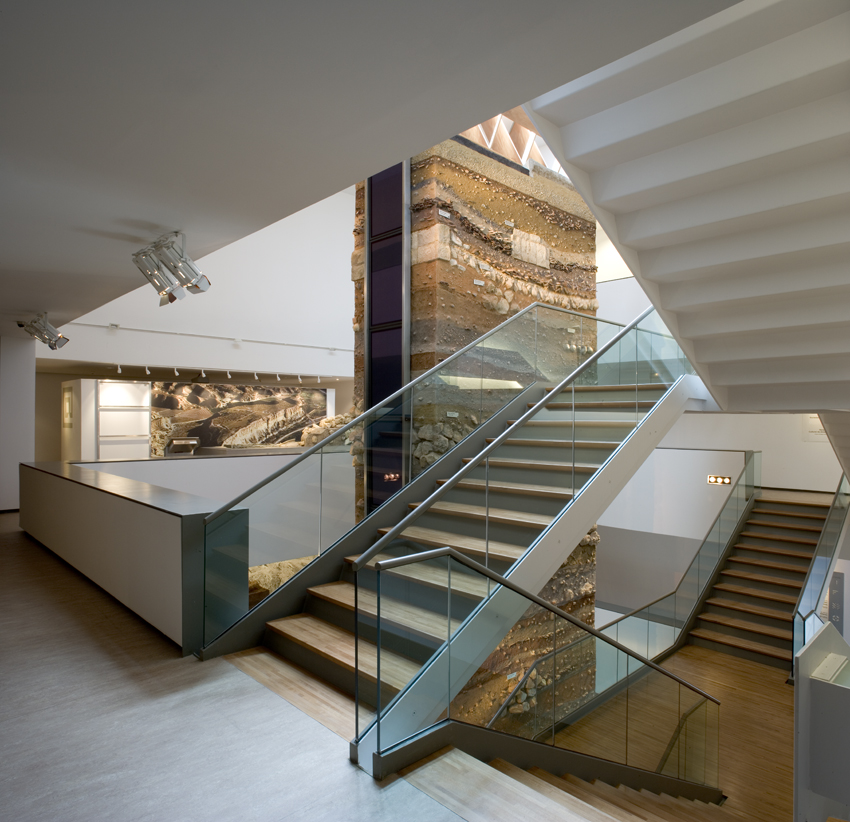
Scala interna
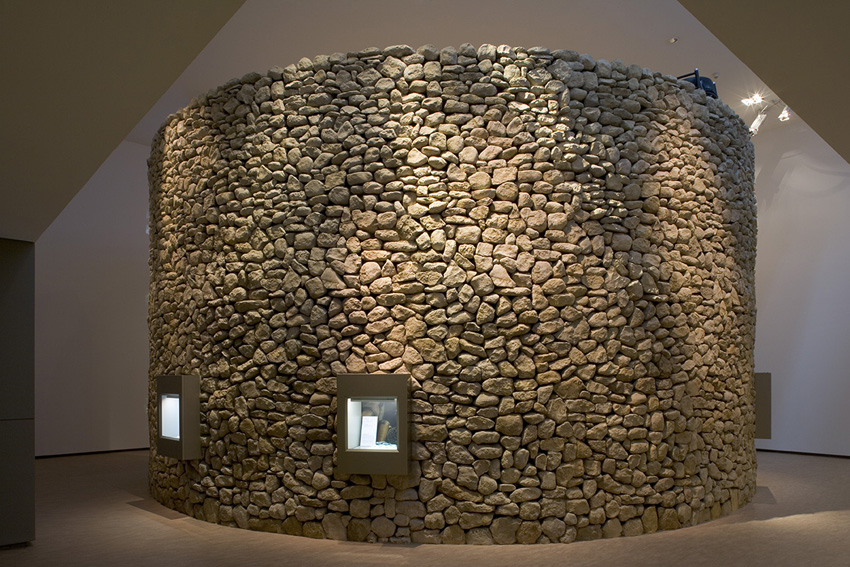
Il Cerchio della Vita
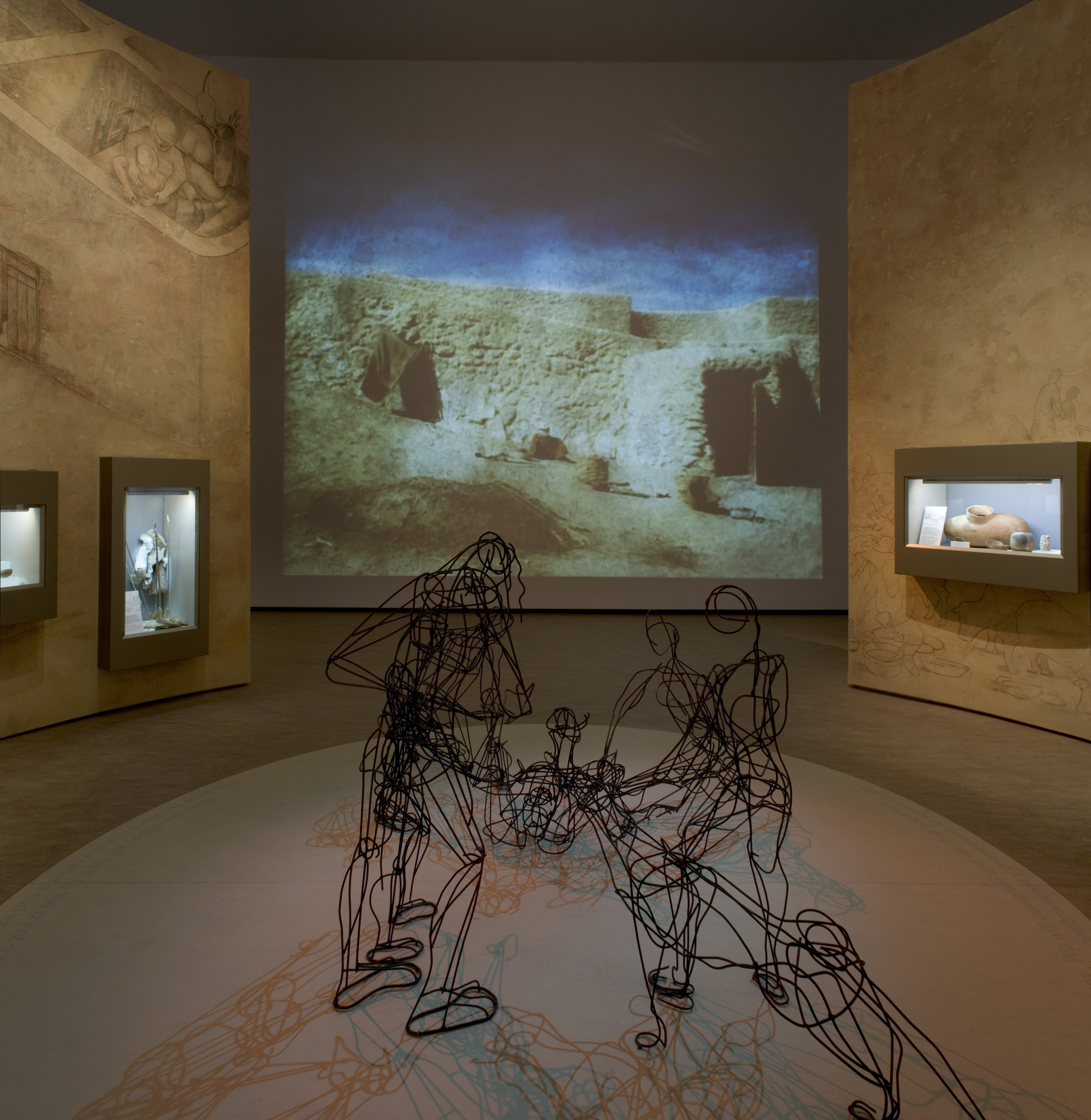
Il Cerchio della Vita vista dall'interno
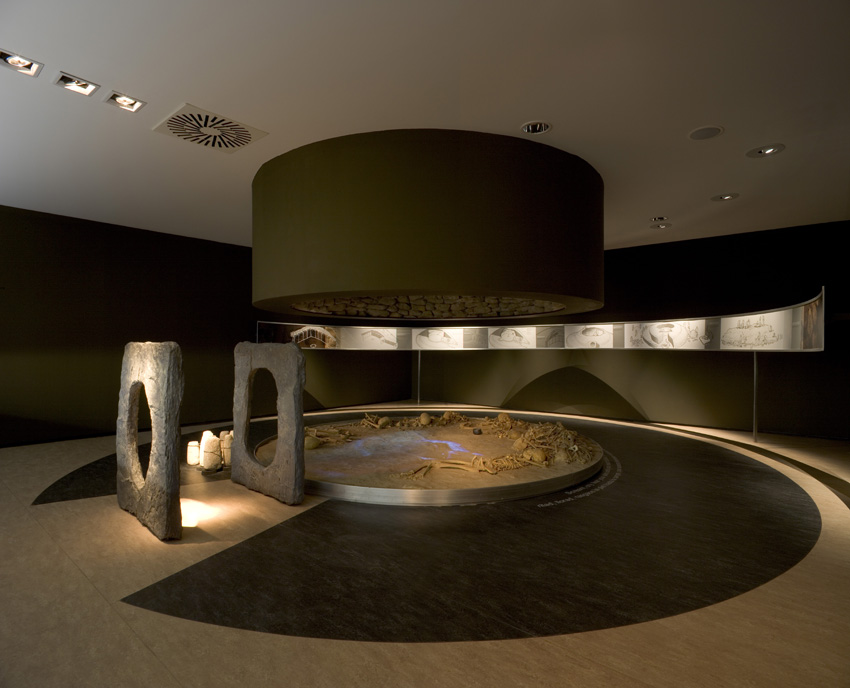
Il Cerchio della Morte
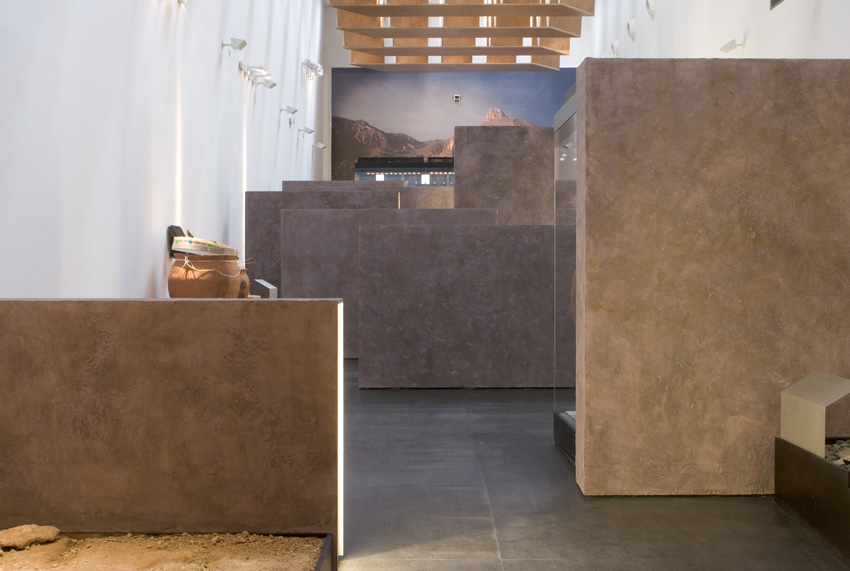
Società "El Argar" (secondo piano)
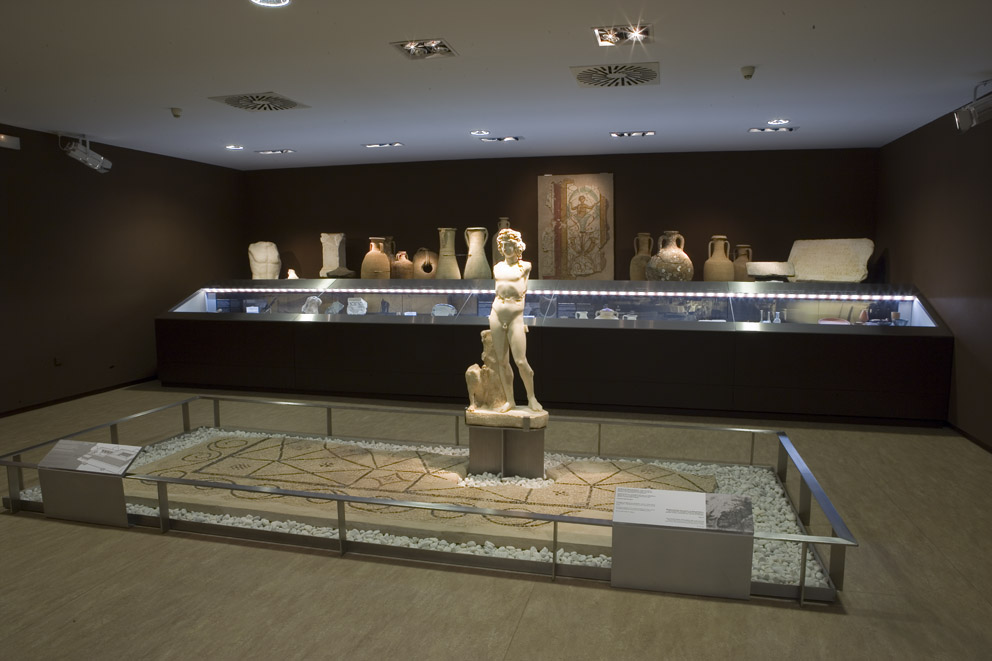
Mondo romano (terzo piano)
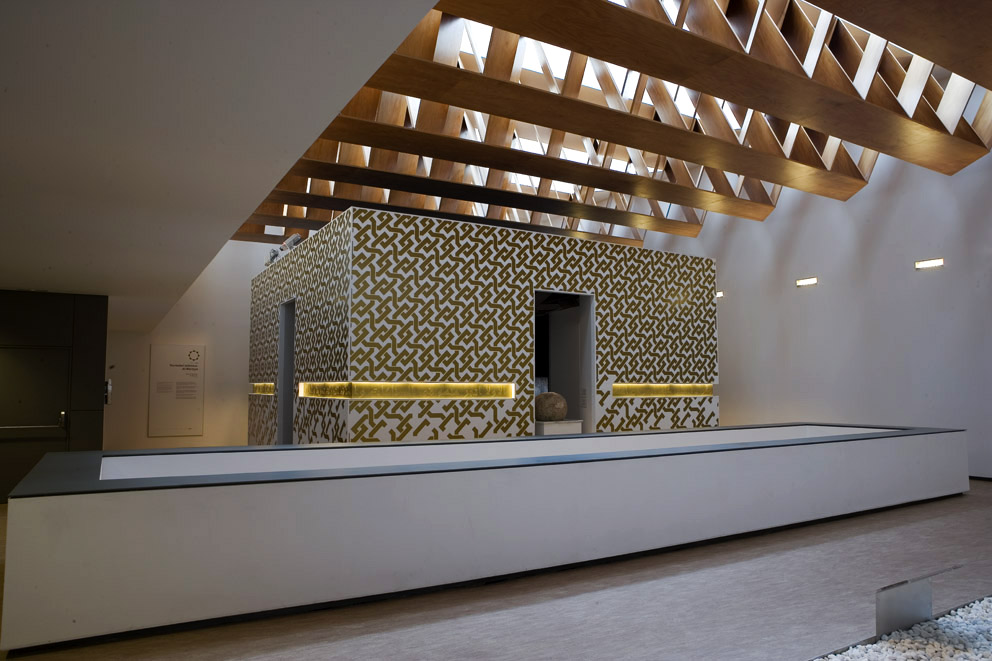
Periodo islamico (terzo piano)

## Collezioni

### Esposizione permanente
Questa comprende i primi due piani dell'edificio, interamente dedicati alle prime società di cacciatori e raccoglitori, la società dei Millares (Santa Fé de Móndujar, Almería), e la società dell'Argar (Antas, Almería). Particolarmente significativo, in questo primo piano, è il ciclo della vita, un cerchio in “pietra”, all'interno del quale sono raccolti, esposti in “finestre”, materiali pertinenti al commercio ed alla guerra della società dei Millares, insieme ad oggetti relativi alla vita quotidiana di un insediamento. Qui, un video che ricostruisce fasi della vita quotidiana accompagna la contemplazione dei reperti. Poco a lato del ciclo della vita si può entrare nel ciclo della morte nel quale gli elementi che lo compongono sono accompagnati e coadiuvati dalla proiezione di un video, che si riflette non sulla parete ma nello stesso spazio funerario di cui si compone il ciclo. In questo modo dinamico viene spiegato l'uso collettivo della tomba, e la sequenza rituale esperita ad ogni nuova inumazione. Nel secondo piano ci si trova di fronte ad una serie di muri consecutivi, che disegnano un percorso. Si tratta di una proposta simbolica che avanza dal basso verso l'alto e che rappresenta le terrazze artificiali sulle quali si costruirono le abitazioni a Fuente Álamo (Cuevas del Almanzora, Almería). Ad ogni svolta nel percorso ci si trova all'interno di piccole sale espositive, con vetrine che contengono grandi vasi, armi in bronzo, ceramica, oggetti d'argento ed uno straordinario bracciale d'oro, con al di sotto l'immagine della sua giacitura originaria al momento del ritrovamento.

### Esposizione semipermanente
Il terzo piano ospita degli spazi espositivi temporanei di lunga durata. Attualmente vi si trova esposta una rappresentativa collezione di reperti romani ed islamici. Fra i primi emerge una bella statua mutila in marmo, installata su di un gran frammento di mosaico; si tratta del dio Bacco (proveniente da una villa romana scavata in località Chirivel, nel Nord della provincia di Almería). Accompagnano la statua di Bacco numerosi oggetti di cultura romana rinvenuti nei territori circonvicini ad Almería. L'arte islamica – di Al-Andalus – è rappresentata da un'ampia collezione di lapidi funerarie, delle quali Almería fu un importante centro di produzione. Il gran cubo che occupa la parte centrale della sala islamica, contiene al suo interno vetrine dedicate ad epoca califfale, nelle quali sono esposte ceramiche, giochi, monete ed epigrafi su lastre di calcare bianco.

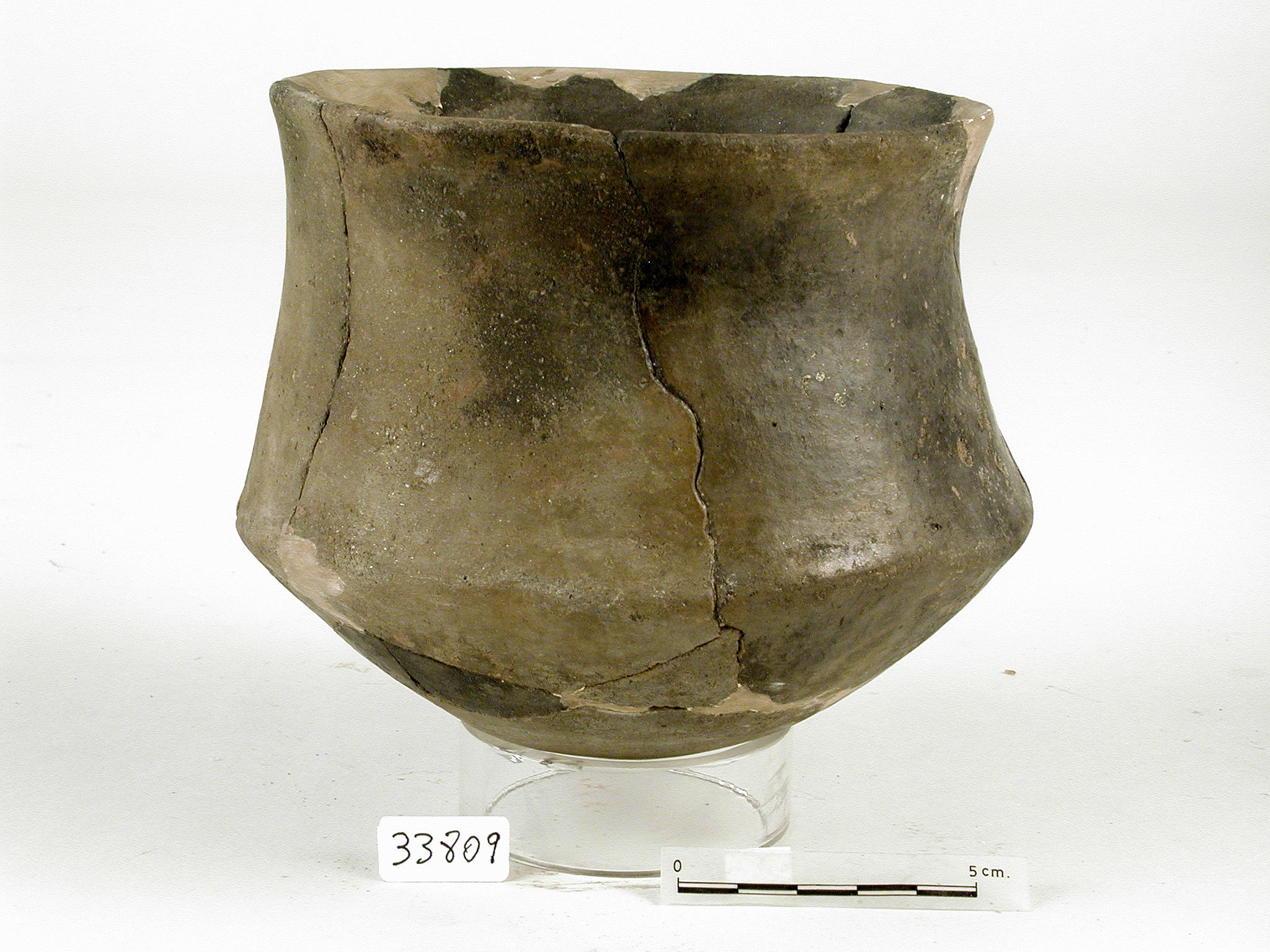
Tulipa argarica (società "El Argar")
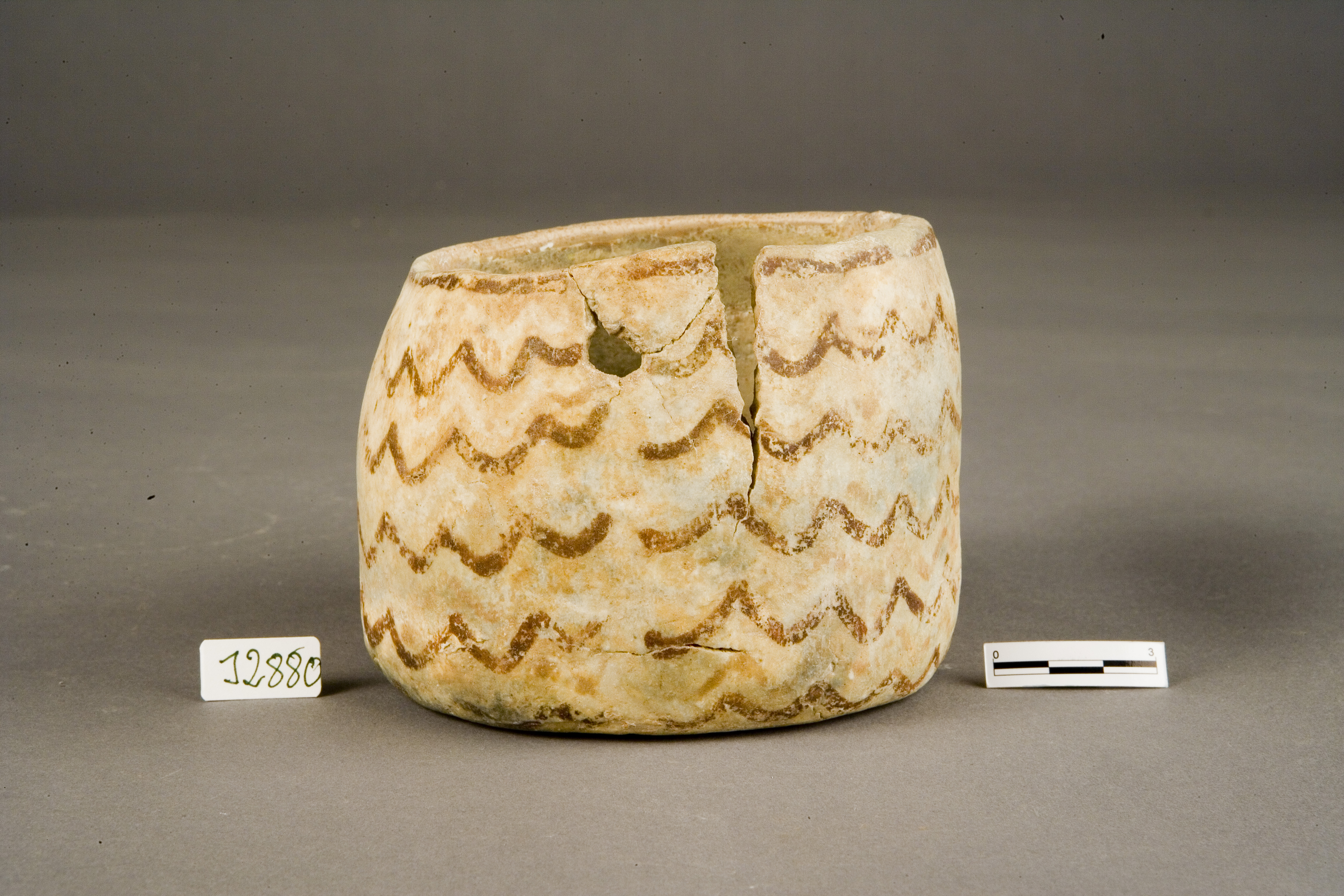
Vaso di alabastro (Età del bronzo)
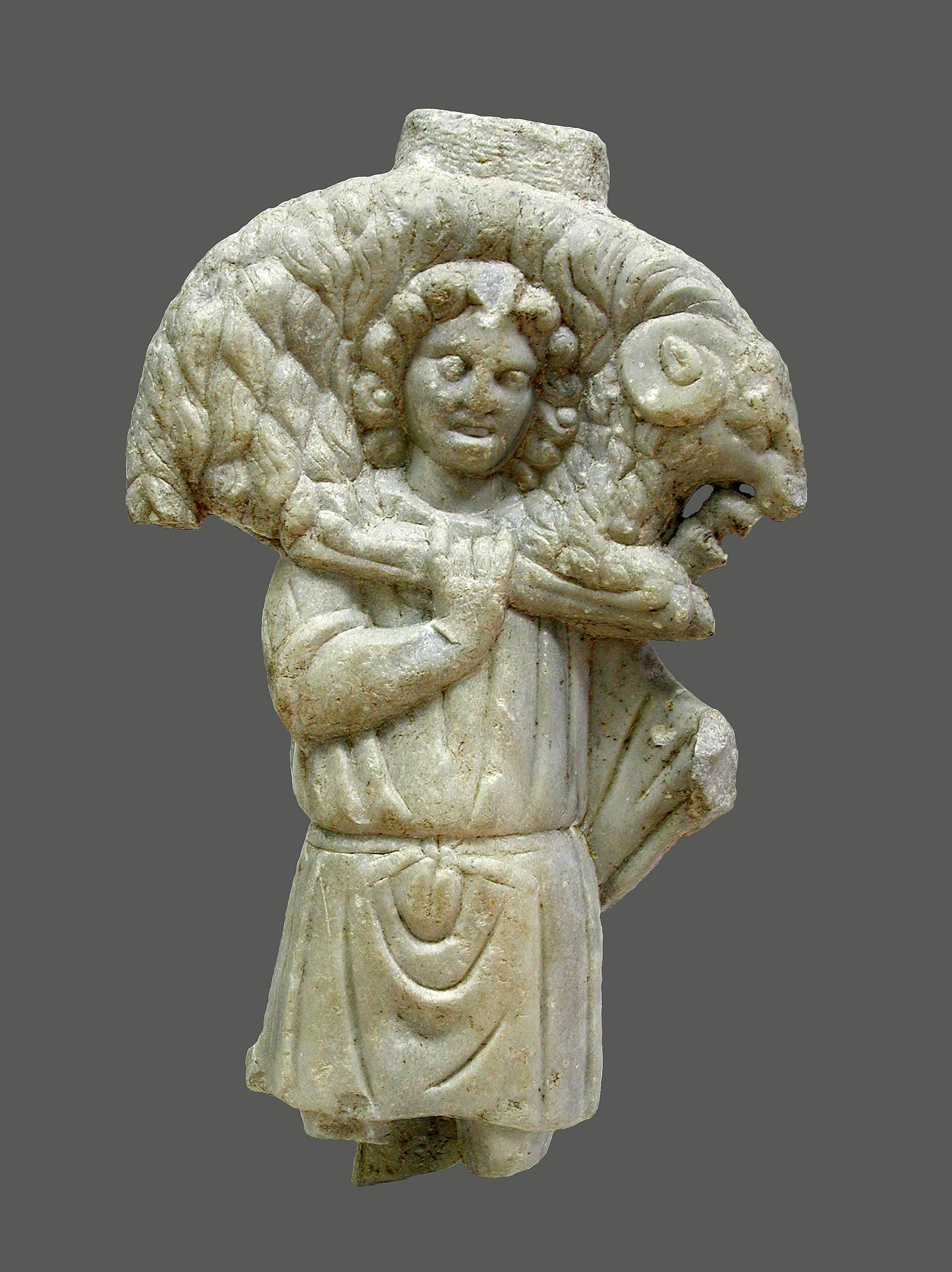
Buon pastore (scultura in marmo, Almería)
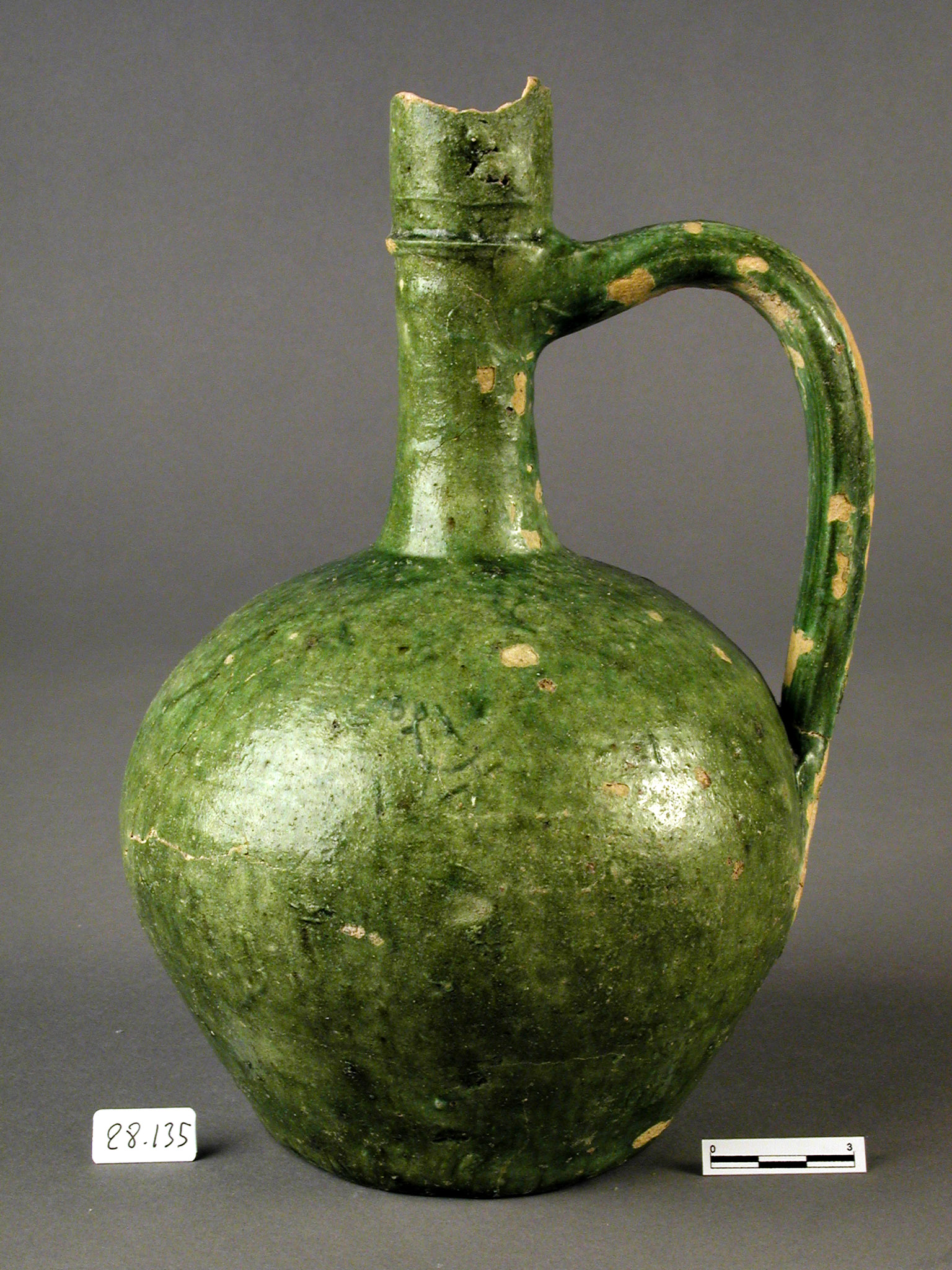
Ceramica verde (Al-Andalus)
Collana di conchiglie (neolitico)
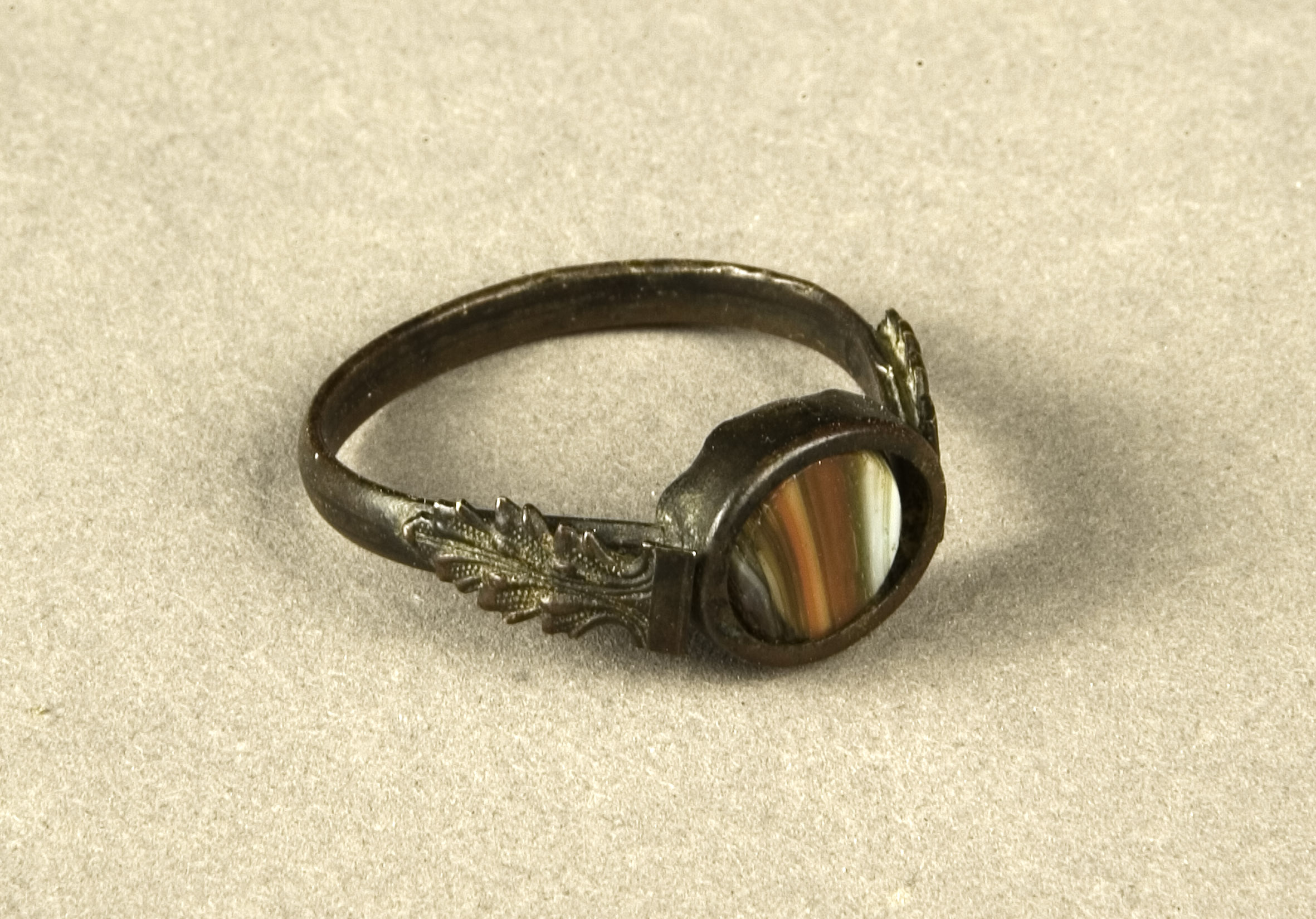
Anello in ottone con agata (Almería)
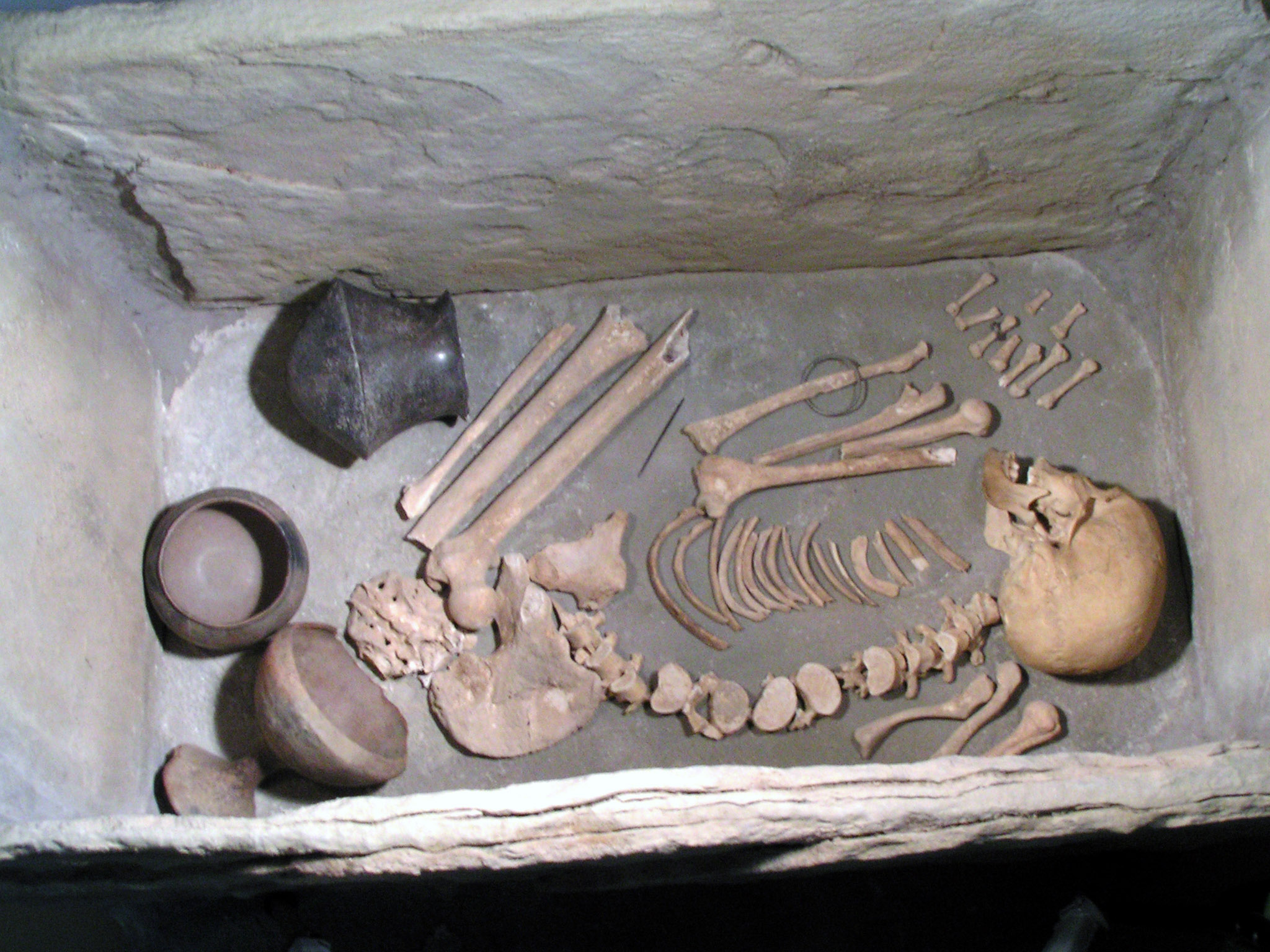
Sepoltura (Età del bronzo)
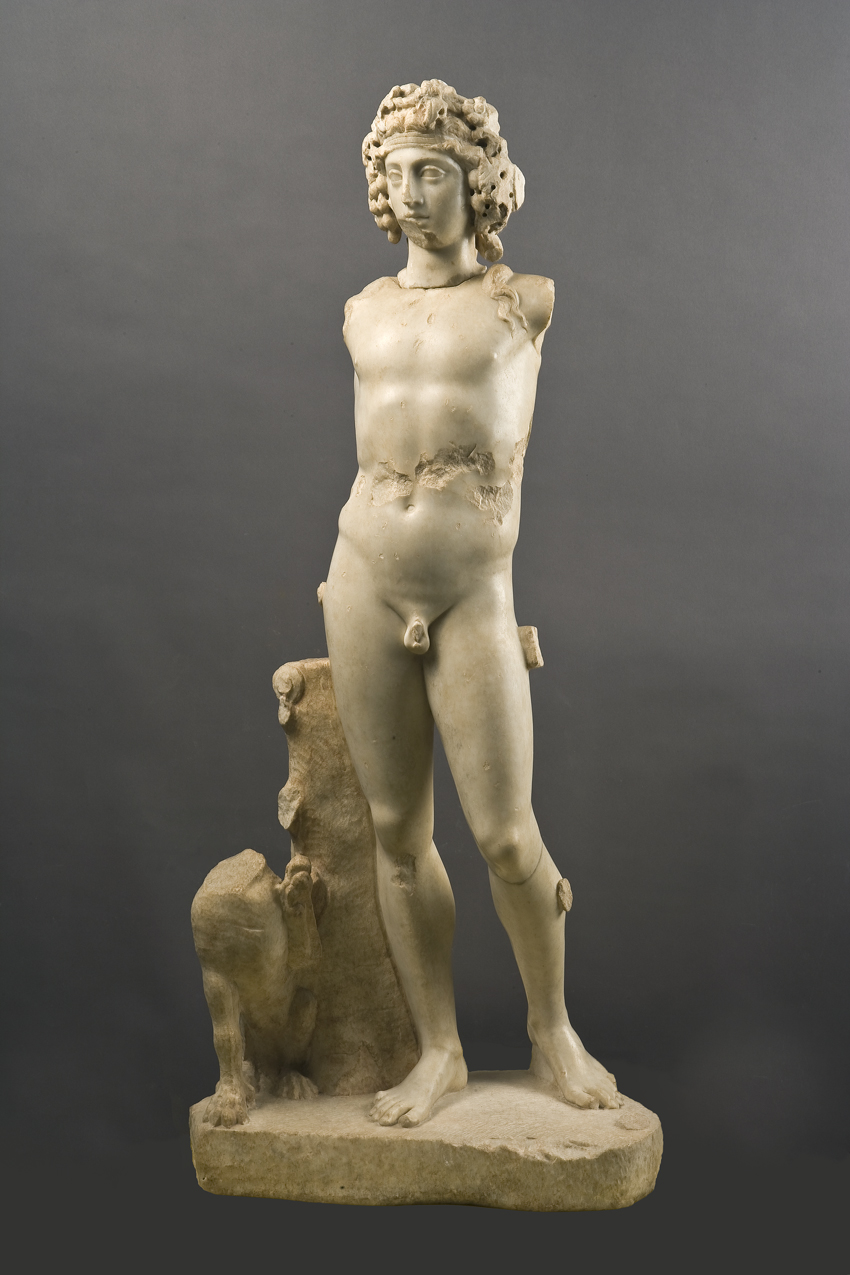
Bacco ritrovata a Chirivel
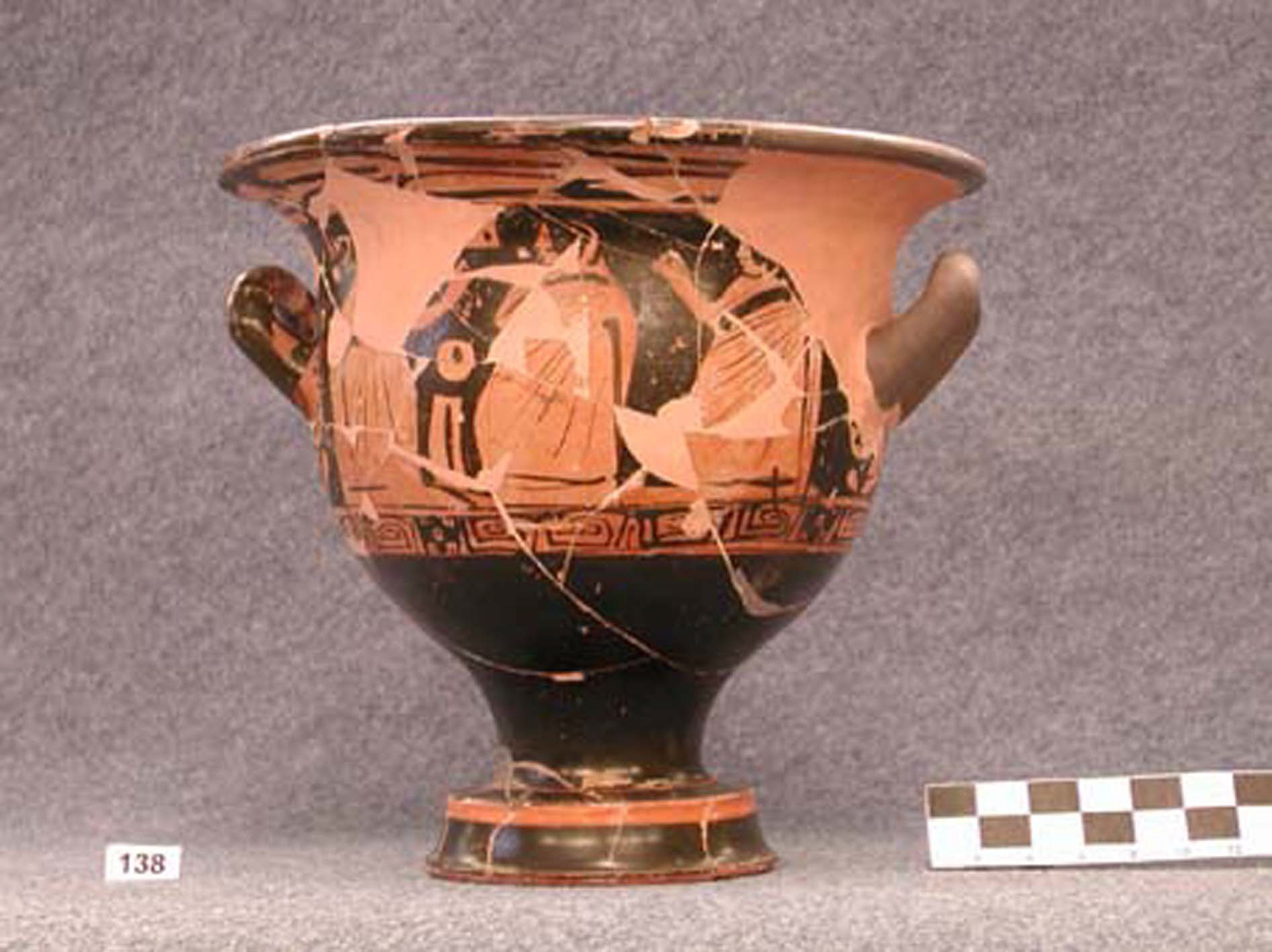
Cratere a campana greco
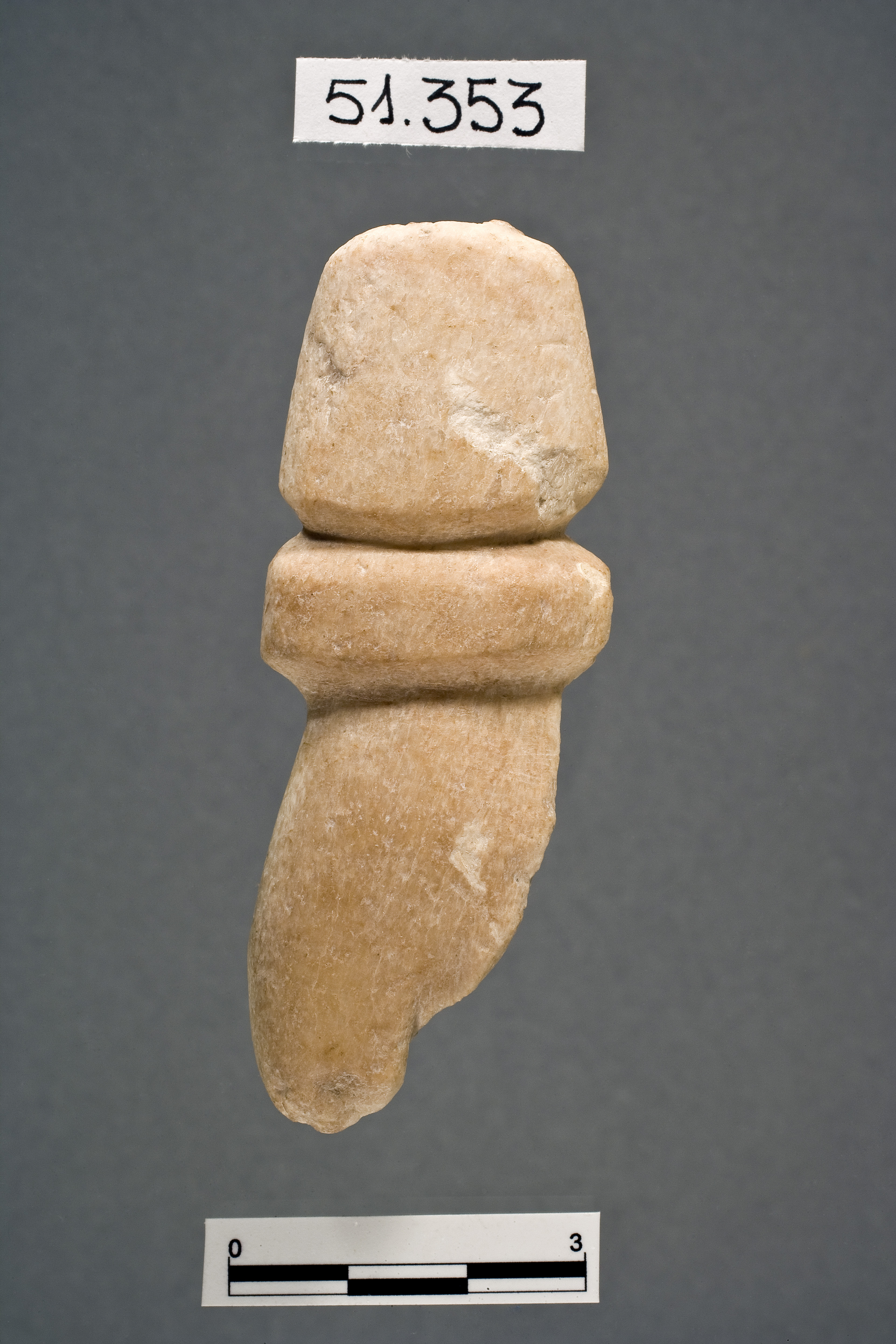
Alabastro idolo (Almería)
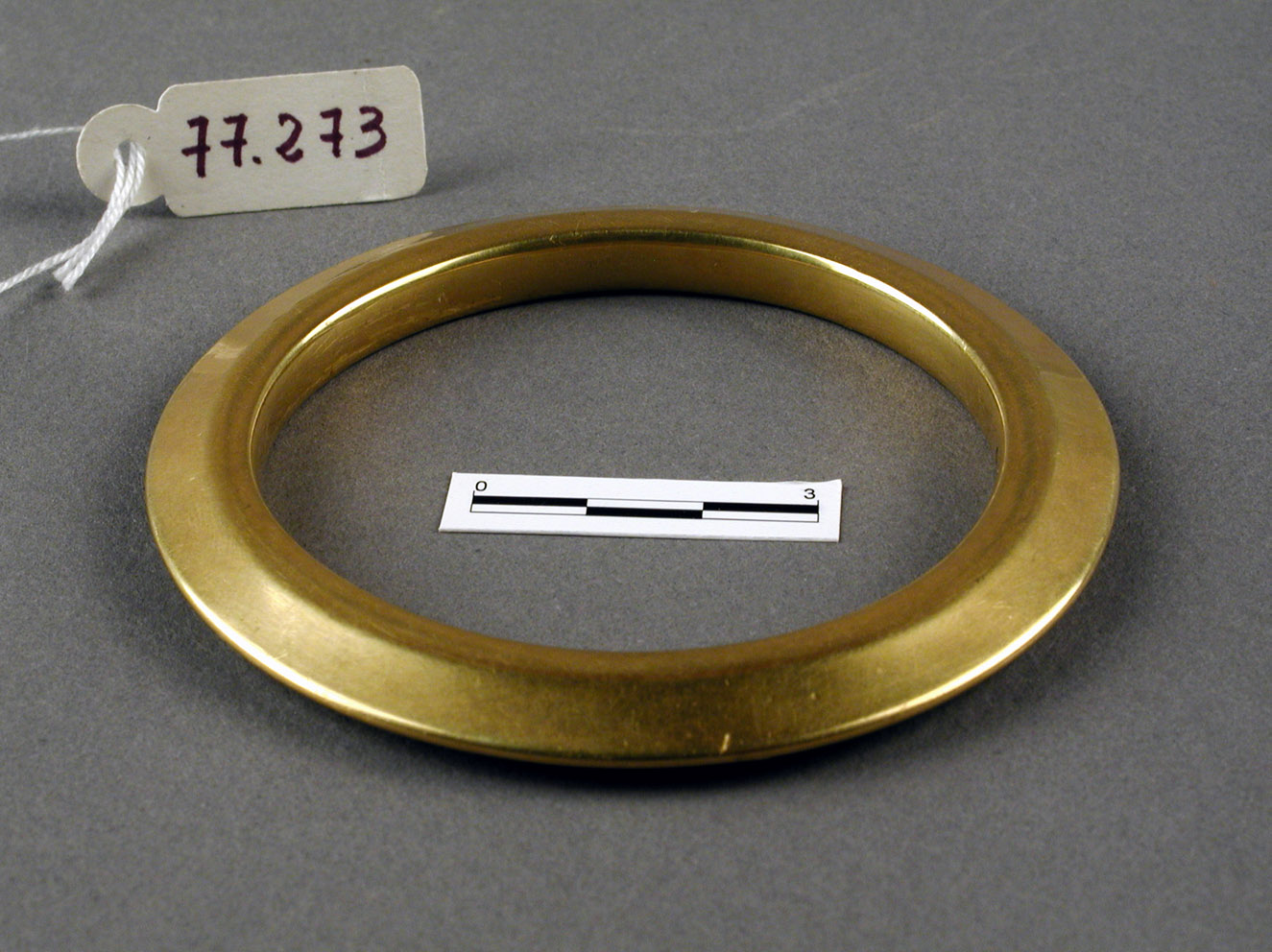
Bracciale in oro (Età del bronzo)
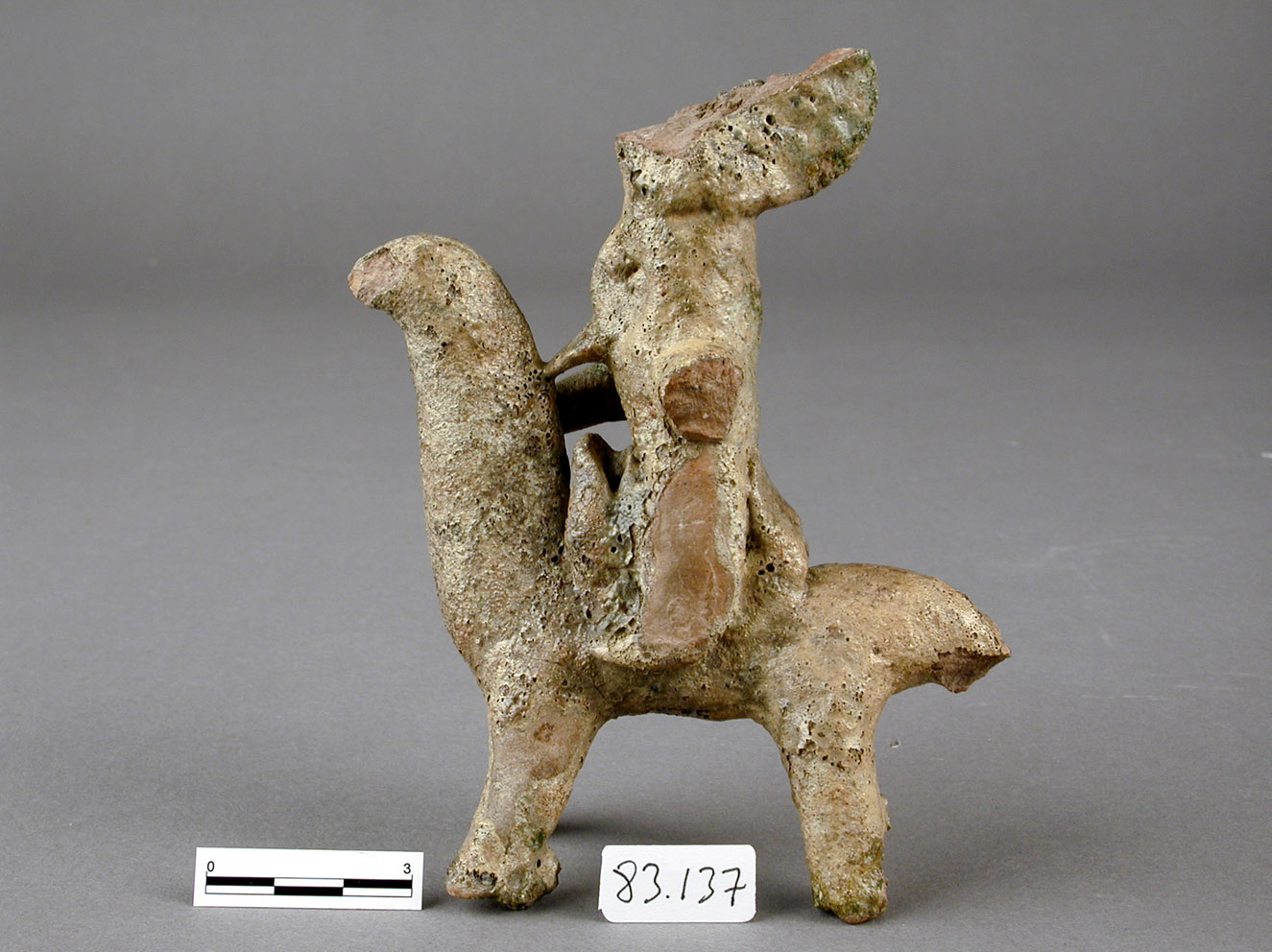
Giocattolo (Al-Andalus)
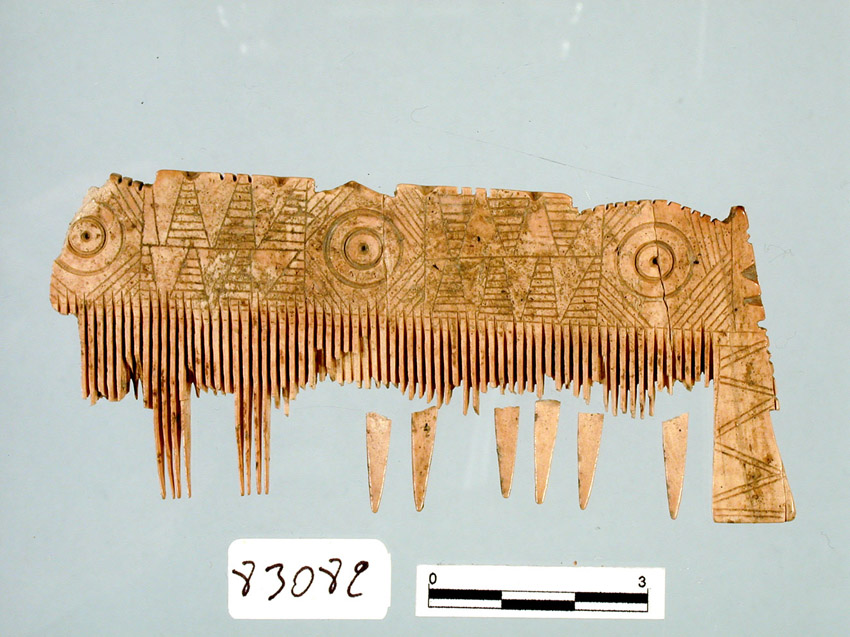
Pettine d'avorio (Cultura iberica, S.IV-II a.C.)
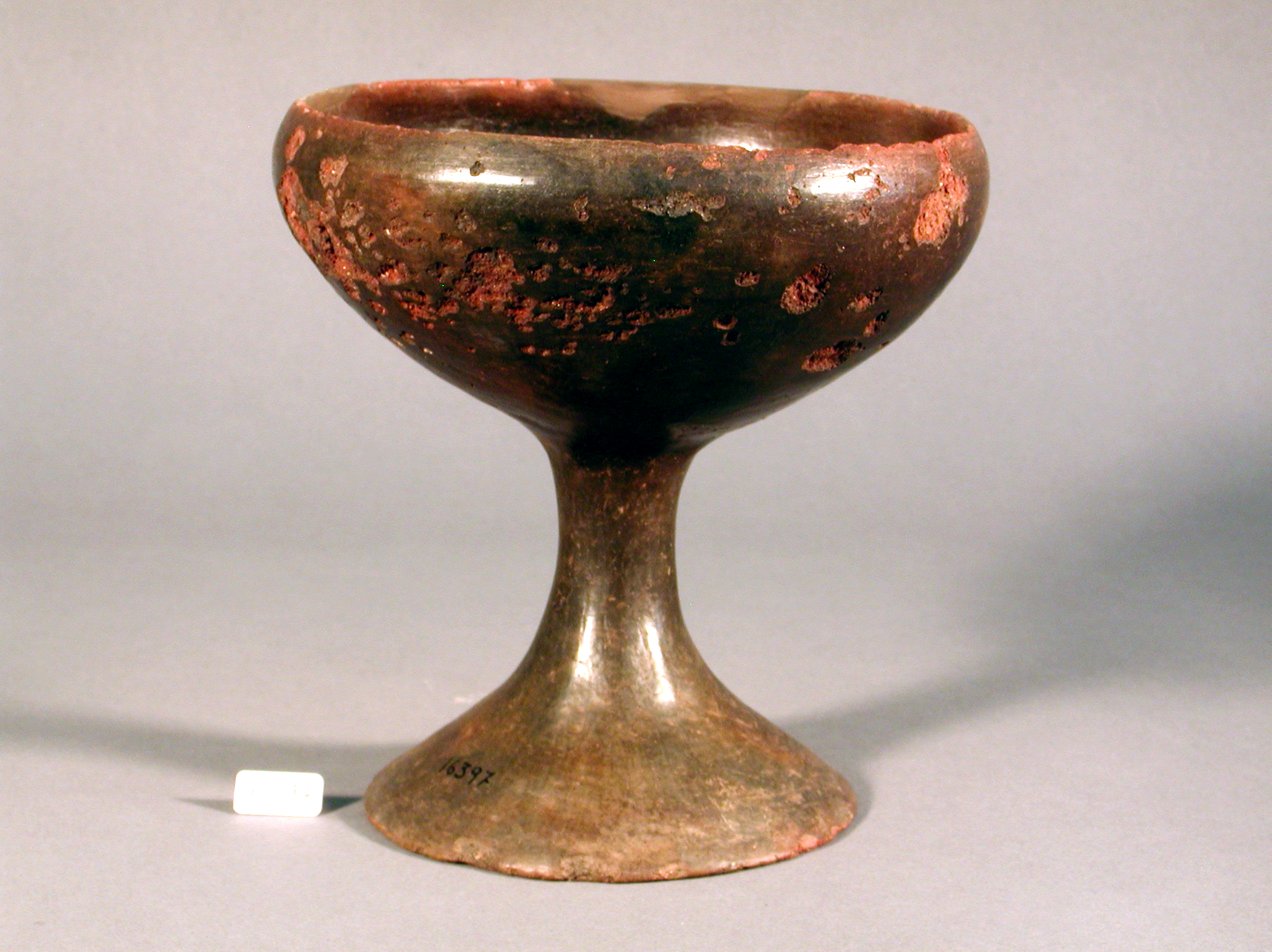
Coppa argarica (società "El Argar")